# Manuela Paví
Manuela Paví Sepúlveda (Pradera, 23 dicembre 2000) è una calciatrice colombiana, attaccante del West Ham e centrocampista della nazionale colombiana.

## Carriera

### Club
Avvicinatasi al calcio fin da ragazzina, Paví compie la trafila delle giovanili miste prima di passare a una squadra interamente femminile, il Femenino Palmira.
Successivamente, sempre rimanendo a Palmira, coglie l'occasione per unirsi all'Orsomarso con il quale, nel 2018, al suo primo anno di professionismo debutta il 10 febbraio, alla 1ª giornata gruppo C della Liga Femenina andando anche a rete nella vittoria casalinga per 4-1 sul Deportivo Cali. Rimasta anche nella stagione 2019, totalizza nei due anni con il club di Palmira 16 presenze con 3 gol.
Nel 2020 si trasferisce al Deportivo Cali, con il campionato che viene posticipato per i problemi legati alla diffusione della pandemia di COVID-19 in Colombia. Durante la sua prima stagione con il club di Cali ha realizzato due gol fornendo un assist in sei partite, con la squadra che raggiunge i quarti di finale. Desiderosa di azzerare il gap con le altre squadre la società investe sul mercato formando un organico che nel 2021 compie un salto di qualità riuscendo a vincere il campionato. Paví si rivela fondamentale nella conquista del trofeo, aprendo le marcature, fornendo due assist e procurando il rigore nella finale di andata vinta per 4-1 con il Santa Fe, non riuscendo che pareggiare 2-2 quella di ritorno. Ha segnato cinque gol nel torneo a eliminazione diretta, secondo posto dietro la compagna di squadra Catalina Usme, e ha guidato il torneo con sei assist.
Nel gennaio 2023 viene annunciato il suo trasferimento all'Atlético Mineiro, per quella che è la sua prima esperienza professionale all'estero. Rimane legata al club brasiliano per una sola stagione, maturando con la maglia del club di Belo Horizonte 10 presenze siglando 2 reti nel campionato nazionale di A1 e contribuendo a far raggiungere il 2º posto in classifica nel campionato Mineiro di categoria e il 12º, e conseguente salvezza, in quello nazionale.
Al termine della stagione fa ritorno in patria e al suo precedente club, il Deportivo Cali, con il quale conquista il suo secondo trofeo in bacheca per lei e per il club, superando per 2-1 e 2-0 il Santa Fe nelle due finali del campionato colombiano 2024.
Conclusi gli impegni contrattuali coglie l'opportunità di continuare la carriera in Europa sottoscrivendo un contratto con le inglesi del West Ham.

## Palmarès

### Club
- Campionato colombiano femminile: 2

Deportivo Cali: 2021, 2024

### Individuale
- Migliore calciatrice colombiana dell'anno, migliore attaccante e Best XI

2021